# Нова Павлівка (Балаклійський район)
Нова Павлівка — колишнє село в Балаклійському районі Харківської області, підпорядковувалося Шевелівській сільській раді.

## З історії
Село постраждало внаслідок геноциду українського народу, проведеного урядом СССР в 1932—1933 роках, кількість встановлених жертв у Вишневій, Малій Вишневій, 1 травня, Дубниківці, Зеленому Гаю, Новій Павлівці, Устимівці — 178 людей.
1981 року в селі проживало 20 людей. Дата зникнення невідома.

## Географічні дані
Мала Вишнева знаходилося поруч із селом Шопенка, біля витоків річки Лозовенька.

## Також
- Перелік населених пунктів, що постраждали від Голодомору 1932-1933, Харківська область